# In Arkadia
In Arkadia est un groupe  français de deathcore, originaire de Lyon.

## Historique
Les racines d'In Arkadia remontent à l’année 2005. Ses membres d’alors, dont le fondateur et actuel batteur Florent Marzais, sont encore au lycée. Le groupe joue ses premiers concerts dans les salles lyonnaises et enregistre ses premières démos, influencé à l’époque par la scène scandinave. 
Du fait du jeune âge de ses membres, il faut attendre 2011 pour voir le quintet se lancer véritablement. Le chanteur Alix Jeanguillaume, le guitariste Jeremy « Mirfin » Lagrabe et le bassiste Benjamin "Jiben" Dayeyan rejoignent la formation et les concerts s’enchaînent dans toute la France. L’EP Regurgitate parait en 2012, proposant une musique plus mature et plus brutale; le style d’alors est souvent comparé à celui de The Black Dahlia Murder et d’All Shall Perish. L’année suivante voit la sortie du premier vrai album des lyonnais. 
Enregistré en Allemagne au Kohlkeller Studio, Eyes of the Archetype parait en février 2013, et obtient des critiques très enthousiastes, plaçant In Arkadia parmi les jeunes groupes français les plus prometteurs,,. Jiben prenant alors le poste de deuxième guitariste, c’est Thibault « Boti » Boussac qui tiendra désormais la basse, et la tournée de promotion d’EOTA se poursuit de plus belle, voyant le groupe se produire dans toute l’Europe aux côtés de Soulfly, Dark Tranquillity, Comeback Kid ou encore Decapitated. À la fin de 2013, In Arkadia s’envole pour le Japon avec The Faceless et Psycroptic. 2014 se déroule de façon tout aussi intense, le groupe sillonne les routes françaises et européennes, et partagent la scène avec notamment Biohazard et Napalm Death. 
L’année 2015 est témoin de deux annonces majeures : celle de l’arrivée d’un sixième membre en la personne de Mike Faux en tant que deuxième chanteur, ainsi que celle de la composition et de l’enregistrement du successeur d’Eyes of the Archetype, dont la sortie est prévue pour le premier trimestre 2017. En 2016, aucun extrait n’est dévoilé, mais le groupe publie toutefois sur sa page Facebook un header à l’artwork très sombre tranchant singulièrement avec la pochette immaculée de son précédent album.
Cette tendance visuelle comme musicale est confirmée quelques mois plus tard lorsque sort l'album Lions, le 26 février 2018. L'identité stylistique du groupe se précise, et le terme "blackcore" (mélange de black metal et de deathcore) est souvent employé. Dès le lendemain de la sortie de ce nouvel opus, In Arkadia s'embarque pour une tournée européenne avec Cannibal Corpse et The Black Dahlia Murder, puis participe à plusieurs festivals d'été. A la fin de l'année, le départ du vocaliste Mickël Faux est officialisé.
Le 15 novembre 2023, par un communiqué Instagram, In Arcadia annonce la fin du groupe.

## Style et influences
Si le groupe pratique à ses débuts du heavy metal, avant de s"orienter vers un death metal mélodique très influencé par la scène scandinave (Children of Bodom, Soilwork, In Flames), le style d’In Arkadia a énormément évolué à la suite des changements importants de line up survenus en 2011. L’album Eyes of the Archetype conserve une touche mélodique très « suédoise », mais l’agressivité se fait cependant plus présente, le rapprochant d’un deathcore américain évoquant notamment As Blood Runs Black et All Shall Perish. L'album Lions se caractérise quant à lui par une base deathcore toujours aussi présente mais incorporant de nombreux éléments de black metal.  

## Membres

### Membres actuels
- Alix Jeanguillaume - chant (depuis 2011)
- Jérémy « Mirfin » Lagrabe - guitare (depuis 2011)
- Benjamin Dayeyan - guitare (depuis 2013), basse (2011-2013)
- Thibault Boussac - basse (depuis 2013)
- Florent Marzais - batterie (depuis 2005)
- Arthur Rohou - chant (depuis 2019)

### Anciens membres
- Jocelyn Harzel - chant (2005)
- Théo Dumont - guitare, chant (2005-2011)
- Sébastien Vom Scheidt - guitare (2005-2011)
- Guillaume Lansard - basse (2008-2011)
- Eduardo Meneses - basse (2005-2008)
- Mike Faux - chant (2015-2018)

### Musicien de session
- Thomas Lebreton - guitare (2013)
- Florent « Mr.Void » Curatola - chant (2019)

## Discographie
- 2012 : Regurgitate (EP)
- 2013 : Eyes of the Archetype (album)
- 2018 : Lions (album)
- 2022 : Over Frozen Waves (EP)